# Göteborgs museum

Göteborgs museum, fotograferat av Aron Jonason, cirka 1890.

Göteborgs museum var ett museum som grundades 1861 i Ostindiska huset i Göteborg. Förebilden för museet var Victoria and Albert Museum i London. Ledorden var konst, vetenskap och industri.

## Historik
Redan i början av 1800-talet fanns i Göteborg en naturhistoriskt samling grundad av Kungliga Vetenskaps- och Vitterhets-Samhället i Göteborg. År 1835 fick denna verksamhet hyra två rum i Ostindiska huset. Utöver naturalier, fanns där även en frenologisk samling, arkeologiska och etnografiska föremål, fartygsmodeller och ett par porträtt i olja. I slutet av 1850-talet uppkom tankar på ett mer representativt museum för staden. En som verkade för detta var intendenten för samlingen i Ostindiehuset, August Malm. En annan var politikern och publicisten Sven Adolf Hedlund, som efter en resa till London låtit sig inspireras av South Kensington Museum, grundat 1852.
Tillbaka i Göteborg tog Hedlund kontakt med grosshandlare A.F. Ericson jr., naturhistoriska museets intendent August Malm och Göteborgs konstförenings intendent, arkitekten Victor von Gegerfelt. Dessa herrars ursprungliga förslag omfattade den naturhistoriska samlingen, Göteborgs konstförenings tavelsamling och ett bibliotek. Utöver dessa permanenta delar skulle museet även ha tillfälliga utställningar, som man tänkte sig skulle arrangeras av industrier och företag i Göteborgsområdet.

Ett av konstverken som ingick i samlingen när Göteborgs museum öppnade 1861 var detta landskap av Marcus Larson målat i Paris. Detta var den första målning som Göteborgs konstförening köpte in i avsikt att skapa ett konstmuseum. Målningen köptes in i december 1856 och ingår idag i Göteborgs konstmuseums samling.

I förslaget fanns villkoret att man skulle få tillgång till en kostnadsfri lokal. Valet föll återigen på Ostindiska huset, det vill säga före detta Ostindiska kompaniets stora magasinsbyggnad på Norra Hamngatan. Byggnaden ägdes då till hälften av staden och till hälften av staten. I början av 1861 fick man tillgång till delen som tillhörde staden och den 15 mars 1861 stiftades museet. Styrelsens sammansättning bestod då av representanter från  Kungl. Vetenskaps- och Vitterhetssamhället, Handelsföreningen, Fabriksföreningen, Hantverksföreningen, Göteborgs slöjdförening och Göteborgs konstförening Den 20 december 1861 öppnades museet som då bestod av den zoologiska samlingen, som utgjordes av det tidigare naturhistoriska museet, en historisk och etnografisk samling, en numismatisk samling, tekniska och kemitekniska samlingar, enstaka industriprodukter, skolmaterial, ett bibliotek och en konstavdelning. Den senare bestod huvudsakligen av elva målningar som donerades av Göteborgs konstförening. De olika samlingarna blev tidigt egna avdelningar med egna intendenter. Samlingarna ökade snabbt och 1863 upplät Kungl. Maj:t och staten den andra delen av huset till museet, utöver ett antal lokaler som disponerades av telegrafverket för stadens telegrafstation.
Vid den här tiden huserade även Göteborgs konstförening i lokalerna där de arrangerade tillfälliga konstutställningar och höll sina möten. S.A. Hedlund satt även i denna styrelse och konstföreningen var en av initiativtagarna till bildandet av Göteborgs Musei Ritskola som startade sin verksamhet i huset 1865. Samtidigt upplät man även utrymme åt Slöjdföreningens aftonskola. År 1865 tillträdde även Gustaf Henrik Brusewitz som förste intendent med ansvar för etnografi som chef för museets historisk-etnografiska avdelning, inklusive de arkeologiska samlingarna. Avdelningens samlingar inrymdes då i fem skåp. Konstföreningen och konstskolan flyttade ut ur huset i och med att Valandhuset på Vasagatan stod färdigt 1886. År 1888 flyttade slutligen även telegrafstationen.

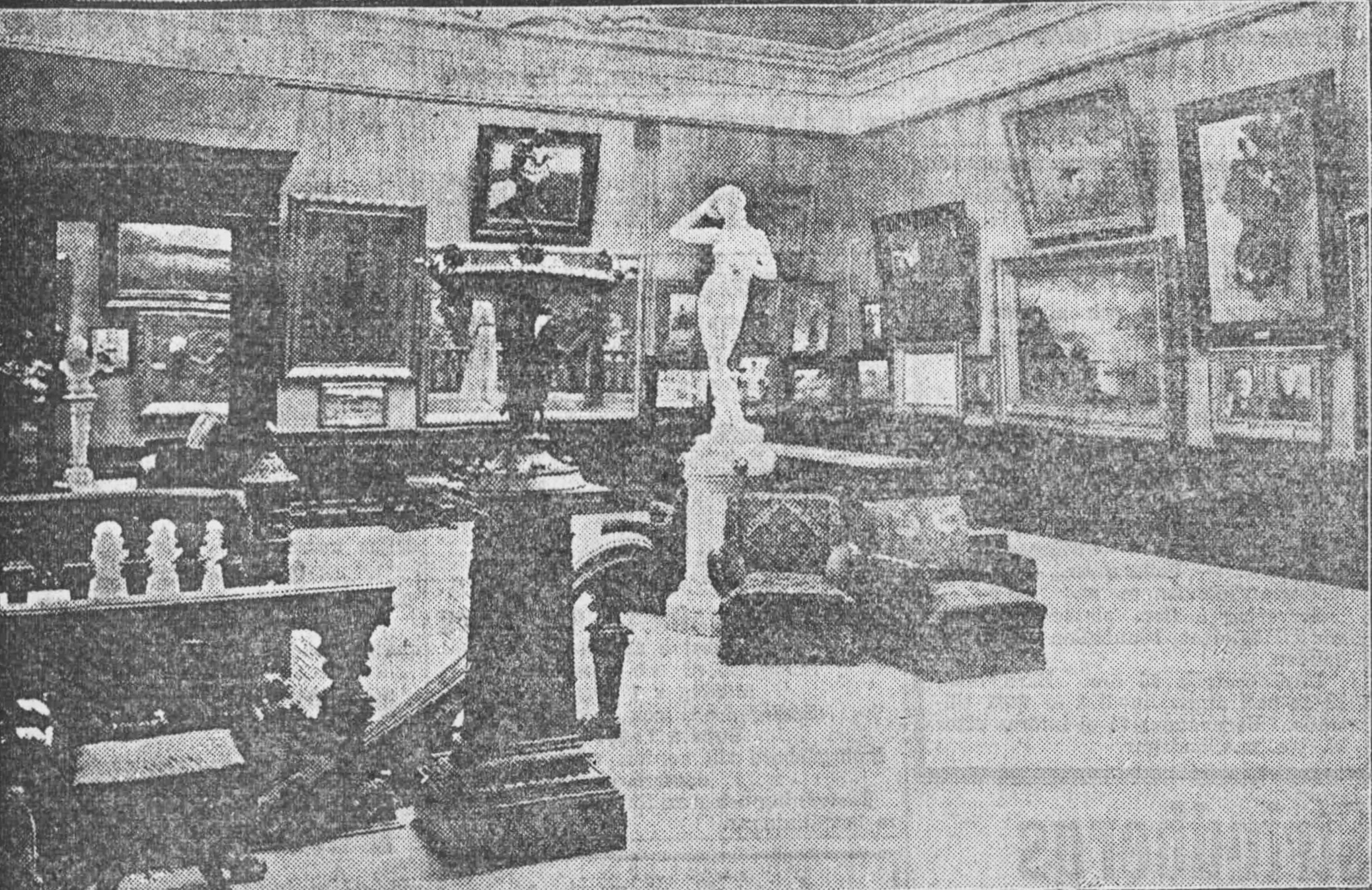
Fürstenbergska galleriet så som det såg ut när det ingick i Göteborgs museum, på 1910-talet.

Trots att konstföreningen, konstskolan och telegrafstationen flyttade var lokalerna i det Ostindiska huset för små – inte minst för de zoologiska samlingarna. Det bibliotek som museet hade från början flyttades 1890 och slogs samman med Göteborgs högskolas och inlemmades, tillsammans med museiarkivet, 1894 i en provisorisk lokal, som därmed blev Göteborgs första stadsbibliotek. Den 6 oktober 1900 öppnade det nybyggda stadsbiblioteket på Vasagatan som idag är del av Göteborgs universitetsbibliotek.
År 1891 fick museet nya stadgar som stipulerade att museet endast skulle fokusera på vetenskap och konst. Styrelsen kom efter detta att bestå av nio ledamöter, där Göteborgs stadsfullmäktige valde fem och kungliga vetenskaps- och vitterhetssamhället valde två. Dessa sju valde sedan i sin tur ytterligare två ledamöter. Därmed försvann den breda näringslivsrepresentationen i museistyrelsen. I maj samma år stod en fjärde flygel mot Köpmansgatan färdig, bekostad av köpmannen John West Wilson, då man även avtäckte en byst av Wilson som nyligen avlidit. I dessa moderna lokaler placerades konstsamlingen och från 1903 inrymdes i dessa salar även Göthilda och Pontus Fürstenbergs konstdonation och galleriinredning.
Under 1894-1895 genomfördes stora ombyggnationer av de övriga lokalerna, men även av fasad och tak, inte minst för att öka säkerheten och minska brandrisken, och huset fick därmed det utseende som det behöll fram till 1990-talet.

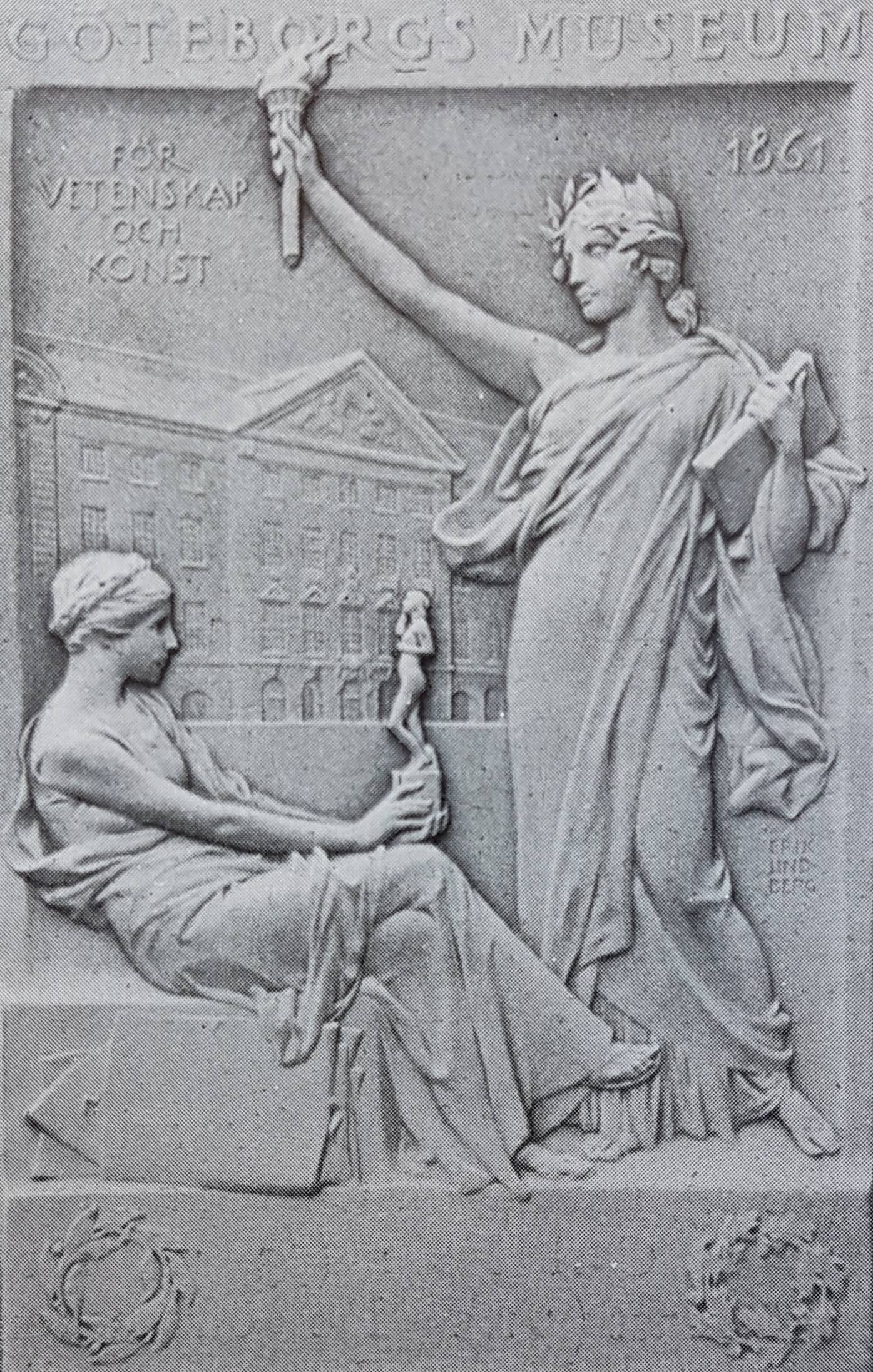
Göteborgs museums 50-årsjubileumsplakett skapad av Erik Lindberg.

Den 23 juni 1906 avtäcktes en porträttbyst av museets förste sekreterare, S. A. Hedlund, på museets innergård. Bysten var utförd av skulptören Per Hasselberg. Monumentet flyttades 1924 till dåvarande stadsbiblioteket.
När Göteborgs museum 1911 firade 50 år var den zoologiska samlingen den absolut största. Utöver det fanns även en stor samling mineralogiska och botaniska objekt. Myntsamlingen omfattade cirka 24700 objekt, medan den historiska samlingen uppgick till ungefär 10 500 objekt. Då hade den historiska samlingen ganska nyligen delats upp, och all militaria flyttats till militärmuseet i Skansen Kronan, som invigts 23 november 1904. Utöver detta fanns även en stor etnografisk samling som omfattade allmogeföremål och etnografiska samlingar från stora delar av världen. Konstavdelningen utgjorde den dyrbaraste delen av museet och omfattade oljemålningar, pasteller, akvareller, gravyrer, skulpturer, handteckningar och miniatyrmålningar som tillsammans värderades till 877 000 kr. Museet 50-årsfirande inleddes i mitten av juni 1911, bland annat med en retrospektiv konstutställning i Valandhuset.

När naturaliesamlingarna skulle flyttas från Göteborgs museum till det nya Naturhistoriska museet i Slottsskogen, tvingades man slå hål i väggen för att kunna flytta den Malmska valen. Fotografi från 1918 av Elisabet Petersson.

I februari 1914 lades behovet av nya lokaler för de zoologiska, botaniska och mineralogiska samlingar fram för stadsfullmäktige och den 1 oktober samma år klubbades där ett beslut om en ny byggnad för ändamålet. Grundplåten utgjordes av 325 000 kronor som staden beviljat för uppförandet ur den Renströmska fonden och bygget påbörjades 1916.
Vid tiden för Jubileumsutställningen i Göteborg 1923 fick konstsamlingarna och naturaliesamlingarna egna lokaler på Göteborgs konstmuseum respektive Göteborgs naturhistoriska museum. Göteborgs museum blev därmed ett renodlat kulturhistoriskt museum. 
Mellan åren 1993 och 1996 fördes flera av stadens museer, med samlingar för arkeologi, historia, industrihistoria, skolhistoria och teaterhistoria samman till Göteborgs stadsmuseum.